# Liste von Kirchengebäuden im Erzbistum München und Freising
Die Liste von Kirchengebäuden im Erzbistum München und Freising ist nach Regionen und Dekanaten gegliedert.

## Liste

### Region Nord
- Liste der Kirchengebäude im Dekanat Dachau
- Liste der Kirchengebäude im Dekanat Ebersberg
- Liste der Kirchengebäude im Dekanat Erding
- Liste der Kirchengebäude im Dekanat Freising
- Liste der Kirchengebäude im Dekanat Fürstenfeldbruck
- Liste der Kirchengebäude im Dekanat Landshut
- Liste der Kirchengebäude im Dekanat Mühldorf am Inn

### Region München
- Liste der Kirchengebäude im Dekanat München-Mitte
- Liste der Kirchengebäude im Dekanat München-Nordost
- Liste der Kirchengebäude im Dekanat München-Nordwest
- Liste der Kirchengebäude im Dekanat München-Südost
- Liste der Kirchengebäude im Dekanat München-Südwest

### Region Süd
- Liste der Kirchengebäude im Dekanat Bad Tölz-Wolfratshausen
- Liste der Kirchengebäude im Dekanat Berchtesgadener Land
- Liste der Kirchengebäude im Dekanat Miesbach
- Liste der Kirchengebäude im Dekanat Rosenheim
- Liste der Kirchengebäude im Dekanat Traunstein
- Liste der Kirchengebäude im Dekanat Werdenfels-Rottenbuch